# Vilkitskijöarna

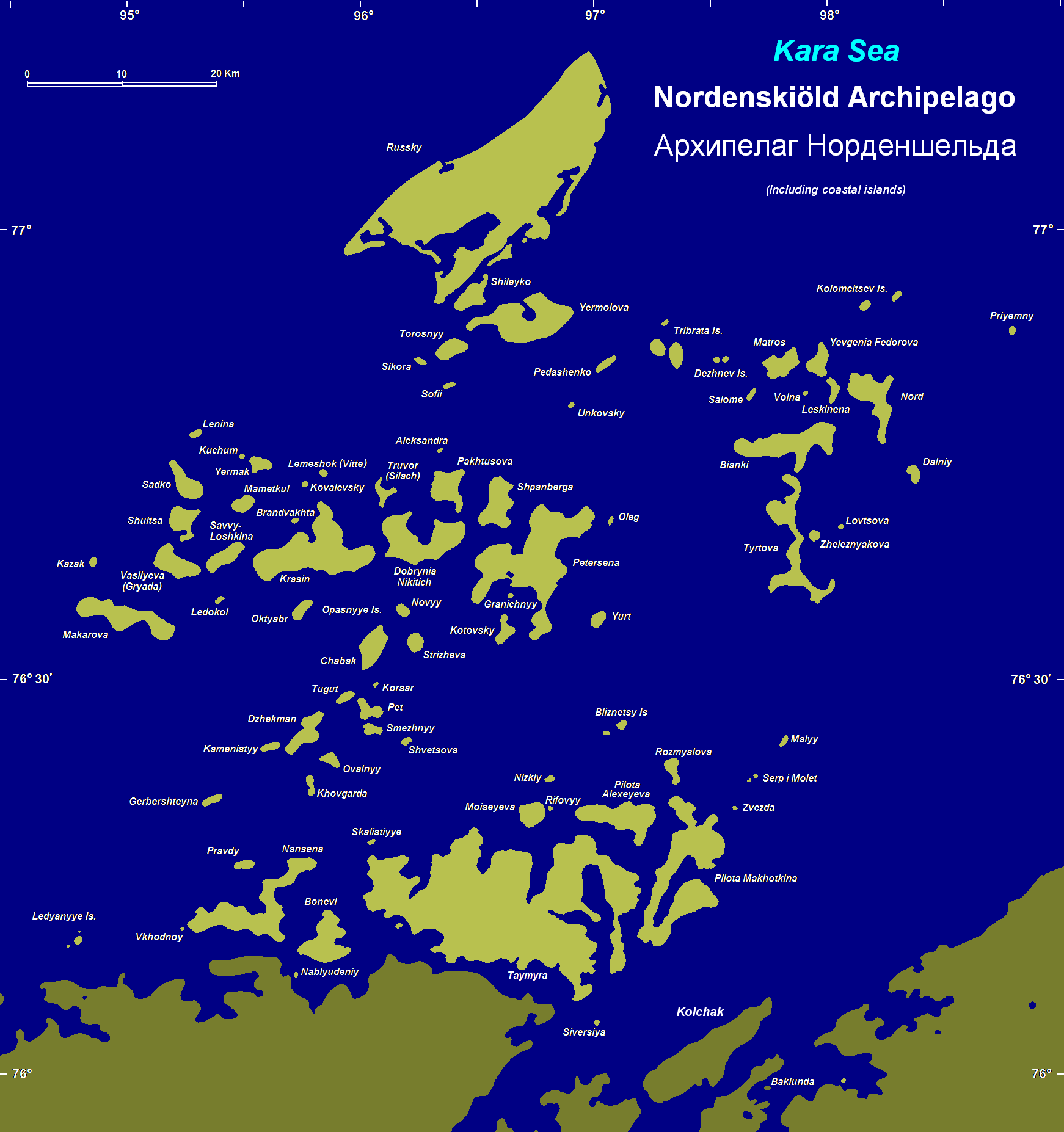
Nordenskiöldöarna

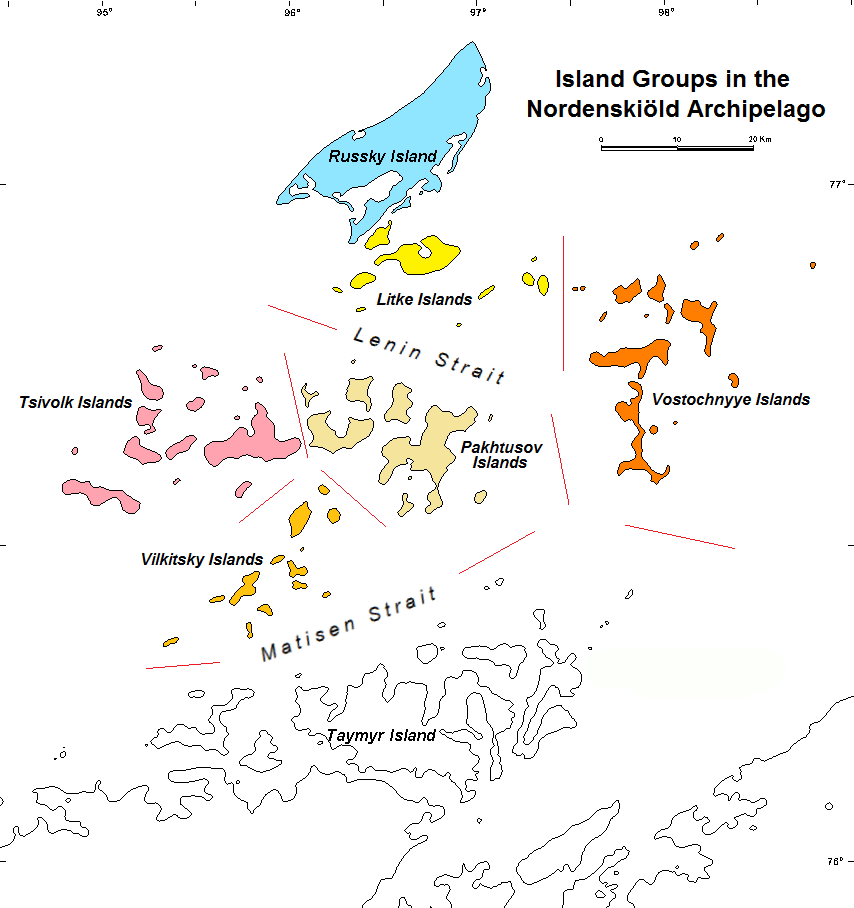
Områdeskarta

Vilkitskijöarna (ryska острова Вилькицкого, Ostrova Vilkitskogo) är en ögrupp bland Nordenskiöldöarna i Norra ishavet.

## Geografi
Vilkitskijöarna ligger cirka 3 300 km nordost om Moskva utanför Sibiriens nordöstra kust vid Tajmyrhalvön i Karahavet och cirka 200 km söder om Severnaja Zemlja. 
Vilkitskijöarna ligger i den mellersta delen av arkipelagen. De obebodda öarna är av vulkaniskt ursprung och ögruppen omfattar cirka 12 öar av varierande storlekar. Öarnas vegetation består av småträd och låga växter då den ligger inom tundran. Den högsta höjden är cirka 107 m ö.h. och finns på huvudön.
De största öarna är:
- Tjabakön (Ostrov Tjabak), huvudön i den norra delen av området

- Dzjekmanön (Ostrov Dzjekman) i den västra delen

- Petön (Ostrov Pet) i den östra delen

- Smezjnyjön (Ostrov Smezjnyj) i den östra delen

- Ovalnyjön (Ostrov Ovalnyj) i den södra delen

- Tugutön (Ostrov Tugut) i den mellersta delen

Förvaltningsmässigt ingår området i den ryska provinsen Krasnojarsk kraj.

## Historia
Vilkitskijöarna namngavs efter ryske hydrografen Boris Vilkitskij.
Nordenskiöldöarna upptäcktes 1740 av ryske sjöofficerarna Nikifor Tjekin och Semjon Tjeljuskin under en stor forskningsexpedition åren 1733 till 1743 genom den östra delen av sibiriska ishavskusten under Vitus Bering.
I september 1878 seglade svenske Adolf Erik Nordenskiöld igenom området under Vegaexpeditionen med fartyget Vega.
1893 utforskades öarna i viss mån av norske Fridtjof Nansen under dennes expedition i området med fartyget Fram.
1900 utforskades och kartlades området av ryske Fjodor Andrejevitj Matisen under den stora Ryska polarexpeditionen i ledning av balttyske upptäcktsresande Eduard Toll och Alexander Bunge med fartyget Zarja.
Under 1900-talet genomfördes även flera forskningsresor med hjälp av isbrytare i området.
Den 11 maj 1993 inrättades det 41 692 km² stora naturreservatet Bolsjoj Arktitjeskij gosudarstvennyj prirodnyj zapovednik (Stora arktiska naturreservatet) där hela Nordenskiöldöarna ingår.